# Théâtre du Châtelet
Het Théâtre du Châtelet (Nederlands: 'Vestingtheater'), informeel Le Châtelet, is een theatergebouw in Parijs, gelegen in het 1e arrondissement op de rechteroever van de Seine. Het is een van de twee theaters die omstreeks 1860 in opdracht van baron Haussmann op de Place du Châtelet werden gebouwd. Het andere is het Théâtre de la Ville.
In het verleden stond het theater bekend als Théâtre impérial du Châtelet en Théâtre Musical de Paris. In de jaren 1910 vonden er een groot aantal premières plaats van avant-gardeballetten. Tegenwoordig zijn in Le Châtelet voornamelijk musicals en internationale theater- en dansvoorstellingen te zien, terwijl er ook regelmatig concerten plaatsvinden, zowel in het klassieke en populaire genre. Het theater is per openbaar vervoer te bereiken via het nabijgelegen metrostation Châtelet.

## Geschiedenis

### Bouwgeschiedenis en beginjaren
Het Théâtre impérial du Châtelet werd gebouwd voor het ruitergezelschap van Hippolyte Hostein, het Théâtre impérial du Cirque. Het vorige theater, het Cirque-Olympique aan de Boulevard du Temple, was door baron Georges-Eugène Haussmann aangewezen om te worden gesloopt voor de aanleg van de Boulevard du Prince-Eugène (nu Boulevard Voltaire). De locatie voor het nieuwe theater werd in oktober 1859 door de stad Parijs verworven en de bouw vond plaats tussen 1860 en 1862. De interieurontwerpers waren onder meer Eugène Carrières en Armand Cambon; het toneelgordijn werd ontworpen door Charles Cambon.

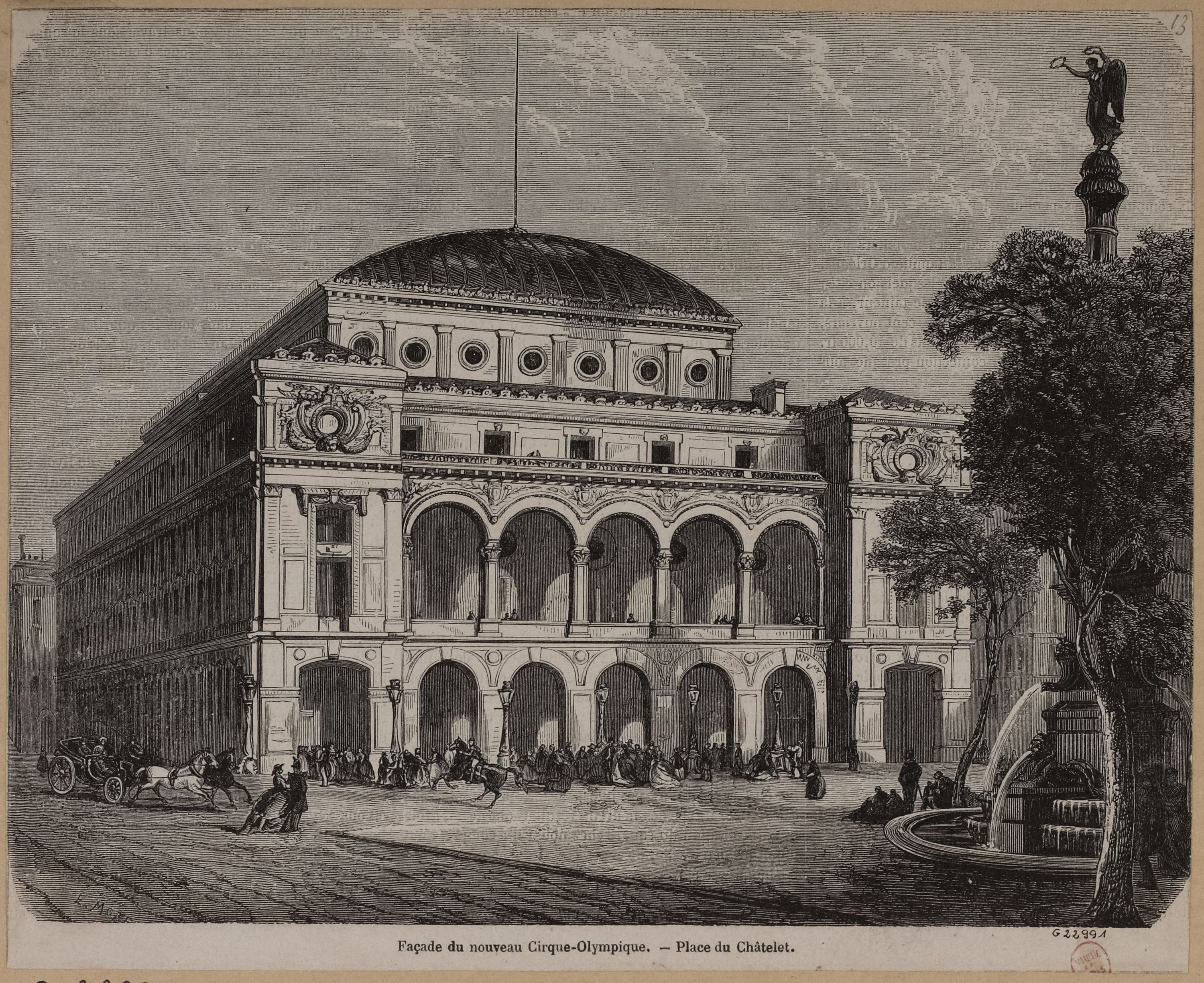
Het theater kort na de oplevering (gravure, Musée Carnavalet)

Het theater bood oorspronkelijk plaats aan 2.200 mensen (hoewel Haussmann beweerde dat er 3.600 in pasten). Het repertoire, vastgelegd door een decreet van 20 september 1862, omvatte "militaire werken", drama's, "feeërieën" en vaudevilles. De opening vond plaats op 19 april 1862 in aanwezigheid van keizerin Eugénie met een uitvoering van Rothomago van D'Ennery, Clairville en Monnier.

Het theater was gesloten van september 1870 tot juli 1871 vanwege de Frans-Duitse Oorlog. De oorlog betekende het einde van het Tweede Franse Keizerrijk en de benaming impérial werd geschrapt. Artistiek directeur van het eerste uur was Hippolyte Hostein. Een opvallende productie uit de begintijd was de toneelversie van Jules Vernes De reis om de wereld in tachtig dagen, bewerkt door Verne zelf en Adolphe d'Ennery. De voorstelling begon in april 1876 aan een run die vierenzestig jaar zou duren en 2195 voorstellingen omvatte (niet continu). Pas met de Duitse bezetting van Parijs door de nazis kwam een einde aan deze reeks.

### Twintigste eeuw
In de twintigste eeuw werd het theater voornamelijk gebruikt voor klassieke en populaire muziekconcerten, operettes, balletvoorstellingen en variétéshows. Een tijd lang was het theater een bioscoop. Op 22 mei 1911 vond er de première plaats van het mysteriespel Le Martyre de saint Sébastien van Claude Debussy. Le Châtelet was de eerste Parijse locatie voor de Ballets Russes, voordat ze in 1913 naar het nieuwe théâtre des Champs-Élysées verhuisden. Onder de avant-gardeballetten die in Le Châtelet in première gingen bevinden zich Les Sylphides, gechoreografeerd door Michel Fokine op muziek van Chopin en Glazoenov (1909), Polovetzer dansen, eveneens van Fokine op muziek van Borodin (1909), Petroesjka van Fokine en Stravinsky (1911), La Péri van Clustine en Dukas (1912), l'après-midi d'un faune van Nijinsky en Debussy (1912), Fokines Daphnis et Chloé op muziek van Ravel (1912) en Jean Cocteaus Parade op muziek van Satie (1917). Daarnaast traden veel buitenlandse componisten en dirigenten op in het theater, waaronder Tsjaikovski, Mahler en Richard Strauss.
Vanaf 1929 werd het Théâtre du Châtelet onder leiding van Maurice Lehmann de tempel van de spektakelmusicals en operettes, die toen erg populair waren. De meest succesvolle waren: Nina Rosa (1931), L'Auberge du Cheval-Blanc ofwel Im weißen Rößl (1948, 1953, 1960 en 1968), Valses de Vienne (1943, 1957, 1964, 1974), Les Chasseurs d'image (1946), La Maréchale Sans-Gêne (1948), Pour Don Carlos (1950), Annie du Far West (1950), Le Chanteur de Mexico (1951), La Toison d'or (1954), Méditerranée (1956), Rose de Noël (1957), Le Secret de Marco Polo (1958), La Polka des lampions (1961), Monsieur Carnaval (1965), Le Prince de Madrid (1967), La Caravelle d'or (1969), Gipsy (1972) en Volga (1976).
Sinds 1979 wordt het theater geëxploiteerd door de stad Parijs. Na een grote restauratie werd het in 1980 heropend onder de naam Théâtre Musical de Paris. In 1989 kreeg het weer de naam Théâtre du Châtelet. Een tijd lang werd het vooral gebruikt voor opera- en operettevoorstellingen en concerten. Populaire operettes in deze periode waren: La Vie parisienne, La Veuve joyeuse, La Chauve-Souris en La Fille de madame Angot. Ook waren er opera's van Verdi en Wagner te zien en speelden het Orchestre de Paris en het Orchestre Philharmonique de Radio France er veelvuldig, even als het Londense Philharmonia Orchestra. In de jaren 1980 en 90 trad de populaire zangeres Barbara meermaals op in het Théâtre du Châtelet. Shirley Horn nam er haar livealbum I Love You, Paris uit 1992 op.
Onder de artistieke leiding van Stéphane Lissner (1995-1999) kreeg het theater aanvullende verbeteringen op het gebied van de akoestiek en zichtlijnen. In zijn programmering keerde Lissner terug naar de meer innovatieve traditie uit het begin van de twintigste eeuw. Hij haalde regisseurs en musici als Patrice Chéreau, Pierre Boulez, Daniel Barenboim, William Forsythe en Robert Wilson naar het Théâtre du Châtelet. Stéphane Lissner werd opgevolgd door Jean-Pierre Brossmann.

### 21e eeuw

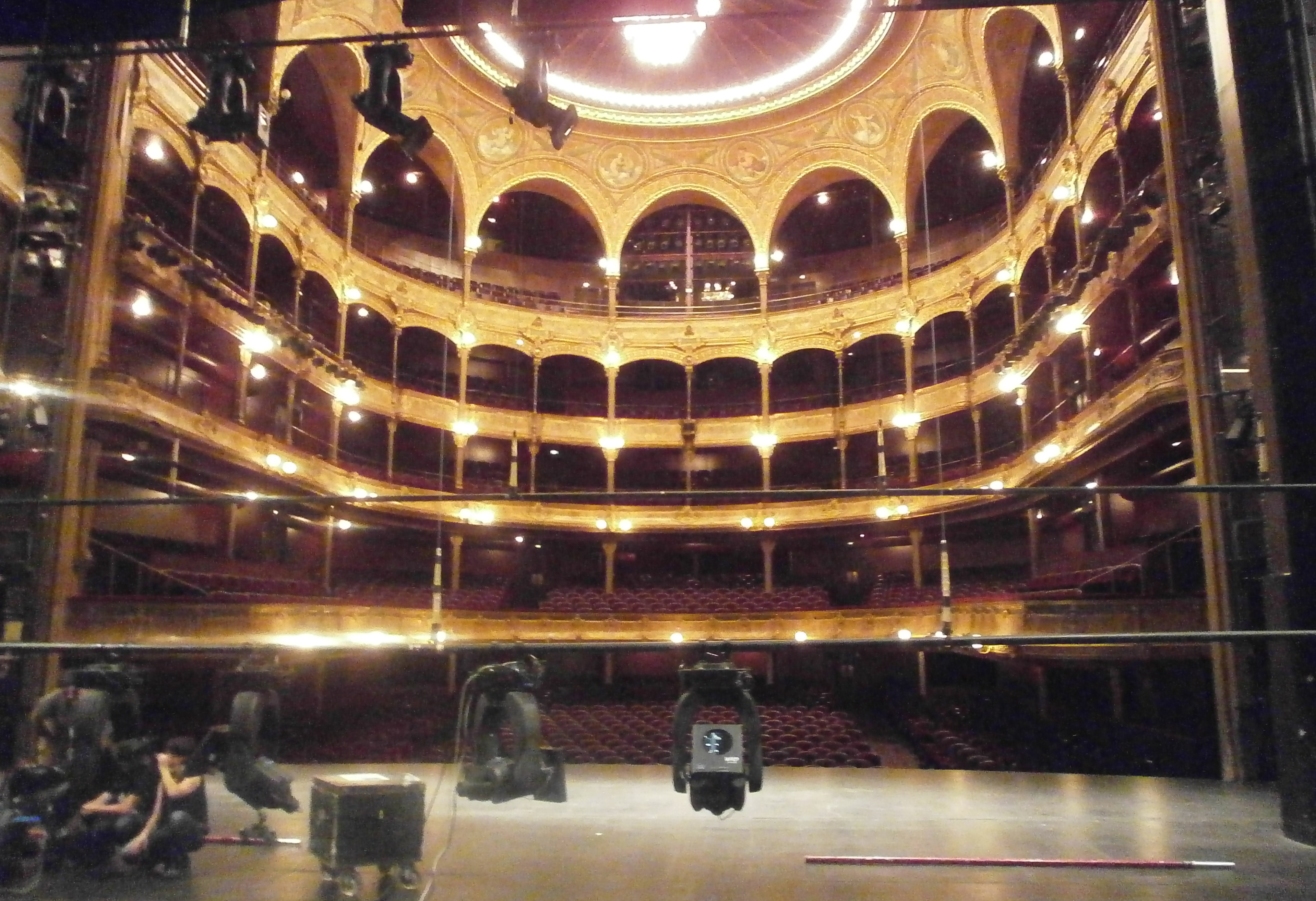
De Grand Salle van Le Châtelet vóór de renovatie, gezien vanaf het podium (2011)

Onder Brossmann vonden begin 21e belangrijke operaproducties plaats, onder andere El Niño van John Adams (2000, wereldpremière), Erwartung van Arnold Schönberg met Jessye Norman in de hoofdrol (2002), Les Troyens van Hector Berlioz (2003), en twee opera's van Jacques Offenbach, La belle Hélène en La Grande-Duchesse de Gérolstein, beide gedirigeerd door Marc Minkowski en geregisseerd door Laurent Pelly. Vanaf 2002 werden de Franse filmprijzen Césars jaarlijks uitgereikt in het Théâtre du Châtelet (tot en met 2016).
In 2006 werd Jean-Luc Choplin artistiek directeur. Hij legde minder nadruk op klassieke muziek en dansvoorstellingen en koos voor lucratievere producties van Broadway musicals, waaronder Kiss Me, Kate, Singin' in the Rain, 42nd Street, A Little Night Music en An American in Paris (gebaseerd op de gelijknamige film).
In 2017 werd Choplin opgevolgd door Ruth Mackenzie, die werd benoemd tot artistiek directeur naast algemeen directeur Thomas Lauriot dit Prévost, die al vanaf 2006 met Choplin werkte. Mackenzie, die van 2014 tot 2018 directeur was geweest van het Holland Festival, wilde de theaterprogrammering meer verbinden met de 'gewone' burgers van Parijs, inclusief de banlieues. Onder haar leiding was het theater van 2017 tot 2019 gesloten voor een renovatie van 35 miljoen euro. Daarbij werd de Grand Salle teruggebracht naar het uiterlijk van 1862 en de Grand Foyer naar zijn oorspronkelijke Napoleon III-stijl. Aan het exterieur werden de allegorische beelden die de dans, de muziek, de komedie en het drama voorstellen en die aan het einde van de negentiende eeuw waren verwijderd, gerestaureerd en herplaatst.
Toen het theater in 2019 heropende, introduceerden Mackenzie en Lauriot dit Prévost een "Robin Hood-regeling" voor theaterbezoekers en sponsors om extra tickets te kopen voor mensen die ze niet konden betalen. Sinds 2019 wordt de uitreiking van de Ballon d'Or elk jaar gehouden in het Théâtre du Châtelet. In 2020 werd Ruth Mackenzie ontslagen als artistiek directeur wegens "artistieke, financiële en managementproblemen met het personeel". Algemeen directeur Thomas Lauriot dit Prévost nam haar taken waar.
Tussen september 2020 en januari 2022 werden meerdere producties geannuleerd vanwege de coronaviruspandemie.

## Programmering

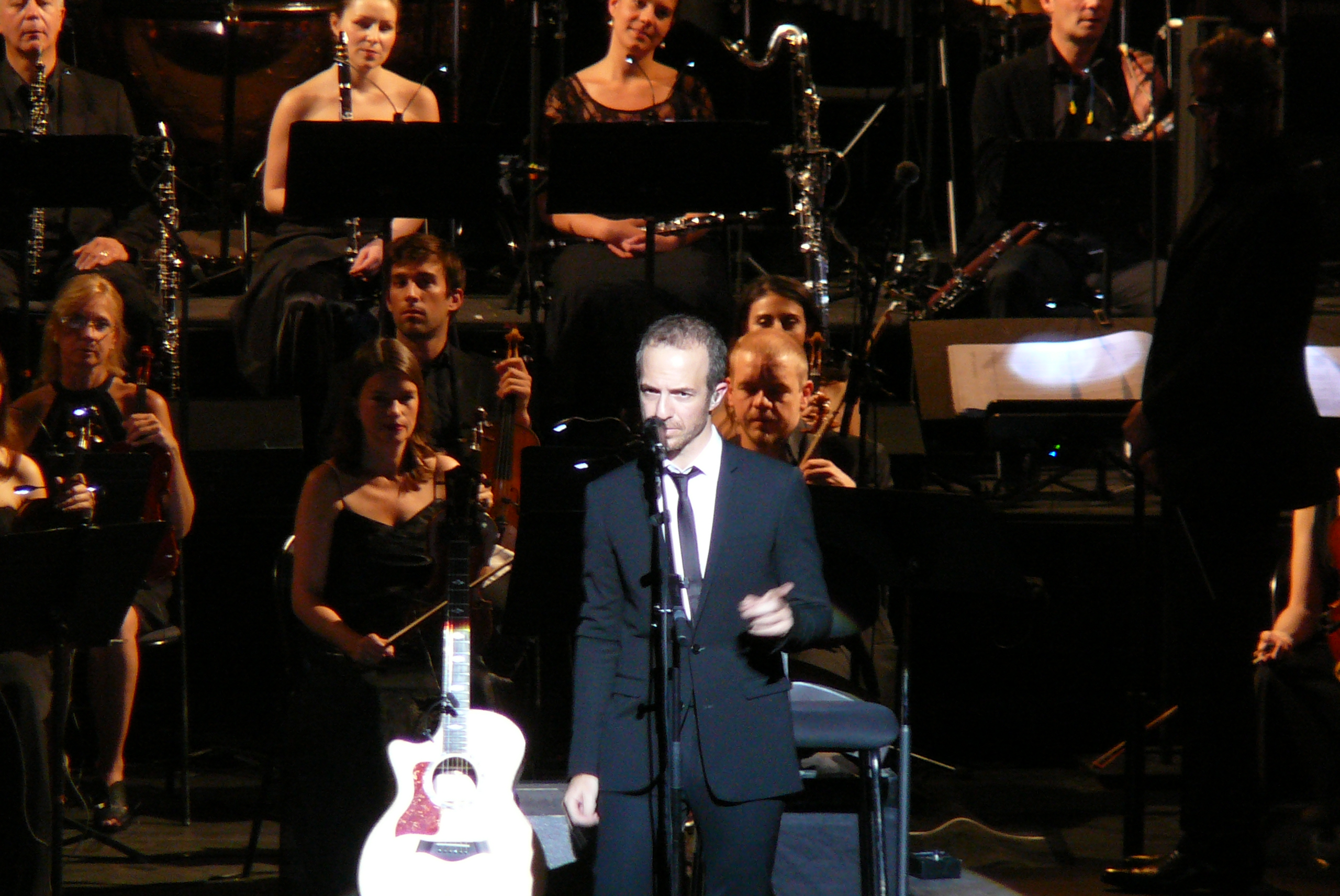
Calogero in Le Châtelet (2011)

De programmering van het Théâtre du Châtelet is anno 2024 voornamelijk gericht op:
- musicals
- concerten van pop-, jazz- en niet-Westerse artiesten
- klassiek ballet en moderne dans (internationale producties)
- opera en klassieke concerten (incidenteel)

Het theater produceert ook zelf nieuwe theaterstukken, waarbij soms wordt gekozen voor coproducties met andere theaters of gezelschappen. Zo vond in 2023 de première plaats van de opera Perle noir - Meditations for Joséphine van Tyshawn Sorey (muziek), Claudia Rankine (libretto), Michael Schumacher (choreografie) en Peter Sellars (regie). De opera was een coproductie van Théâtre du Châtelet en De Nationale Opera.

## Varia
- Op 29 mei 1912 vond in het Théâtre du Châtelet de première plaats van het ballet L'après-midi d'un faune door de Ballets Russes. De muziek was van Claude Debussy en de choreografie van Vaslav Nijinsky, de sterdanser van het ensemble. Al tijdens de repetities was er onenigheid ontstaan tussen Nijinsky en Diaghilev, de leider van de Ballets Russes, die van mening was dat het ballet te weinig dansbewegingen bevatte. Het premièrepubliek reageerde gechoqueerd op de voorstelling, vooral door de slotscène waarin de faun een orgasme lijkt te hebben. Het schandaal werd door de pers aangewakkerd, waardoor het publiek alleen maar nieuwsgierig werd.
- In 2019 lanceerde het Japanse mode- en parfummerk Comme des Garçons een aroma genaamd "Odeur du Théâtre du Châtelet Acte I", geïnspireerd door de geschiedenis en creativiteit van het theater.
- Op 24 februari 2022 zaten 32 dansers van het Kyiv City Ballet vast in Parijs vanwege de Russische invasie van Oekraïne. De stad Parijs bood hen verblijfsruimte aan in het Théâtre du Châtelet, waar ze ook optraden. Anne Hidalgo, burgemeester van Parijs, zei dat de regeling "zou duren zo lang als nodig is."